# Johann Friderich Clemens

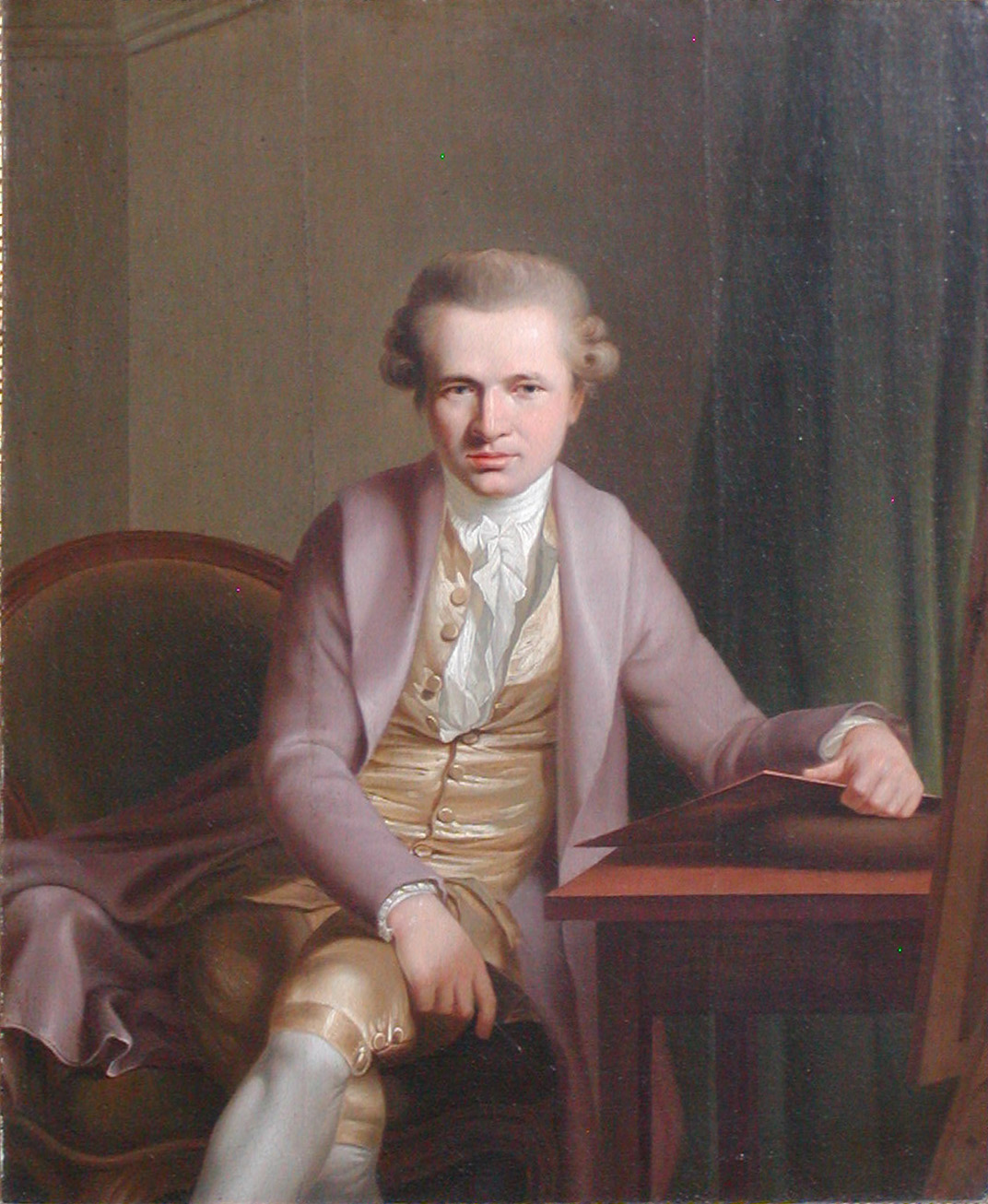
Johann Friderich Clemens porträtiert von Jens Juel in Paris (1776/1777)
Porträtsammlung auf Schloss Frederiksborg.

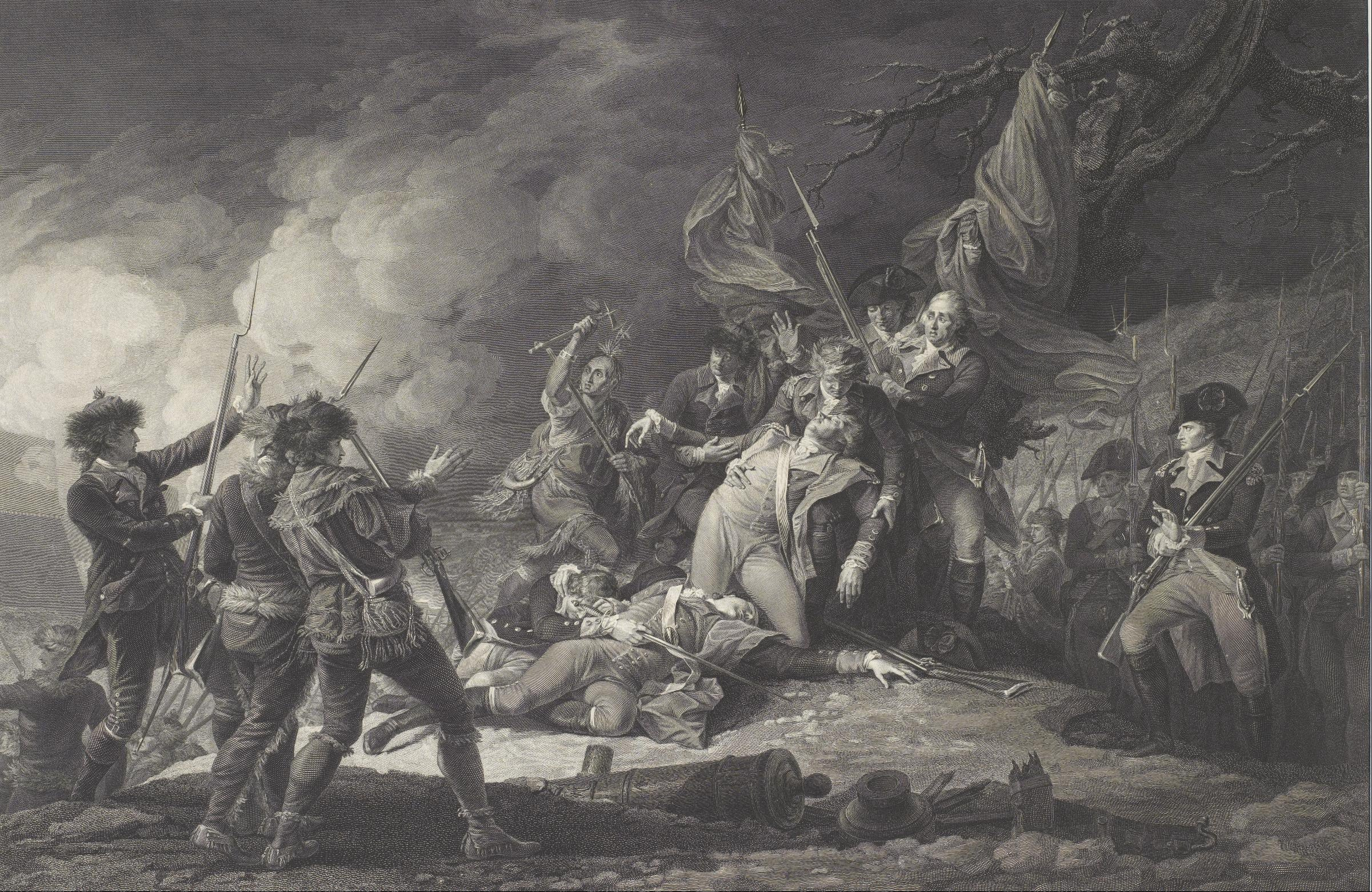
Tod des Generals Montgomery

Johann Friderich Clemens auch Johan Frederik Clemens (* 29. November 1749 in Gollnow; † 5. November 1831 in Kopenhagen) war dänischer Kupferstecher deutscher Herkunft.

## Leben
Johann Friderich Clemens kam als Kind aus Pommern nach Kopenhagen und besuchte bereits im Alter von elf Jahren die Königlich Dänische Kunstakademie, wo er die Aufnahme dem Bildhauer Simon Carl Stanley verdankte. Er wurde zunächst in Malerei ausgebildet und verdiente auch als Dekorationsmaler seinen Unterhalt. Dann erweckte er nach mehreren Anläufen das Interesse des Kupferstechers Johann Martin Preissler, der ihn 1769/1770 als Schüler annahm und dann zeitlebens förderte. Auf Initiative Preisslers und des Bildhauers Johannes Wiedewelt, für den er zuvor 28 Platten Illustrationen für eine 1772 erschienene Luxusausgabe Ludvig Holbergs Peder Paars geschnitten hatte, erhielt er 1773 ein Paris-Stipendium. Clemens blieb bis 1777 in Paris, wo er unter dem Einfluss des Kupferstechers Charles-Nicolas Cochin stand und sich mit seiner Künstlerkollegin Marie Jeanne Crévoisier (1755–1791) verlobte. 1777 reiste er mit Jens Juel gemeinsam nach Genf und fertigte dort Vignetten für Charles Bonnets Oeuvres d’histoire naturelle et de philosophie. Im Herbst 1778 kehrte er nach Kopenhagen zurück. Er wurde dänischer Hofkupferstecher und heiratete seine Verlobte 1781. 1786 wurde er Mitglied der Akademie. Aus dieser Zeit stehen mehrere Porträts, auch von Mitgliedern des dänischen Hofs, für sein Werk. 1788 zog er gemeinsam mit seiner Frau nach Berlin und fertigte dort in vier Jahren das große Blatt Rückkehr Friedrichs II. von einer Revue nach einer Vorlage des Schotten Edward Francis Cunningham. Nachdem seine Frau in Berlin an Tuberkulose verstorben war, zog er 1792 nach London und stach dort Montgomerys Tod nach einer Vorlage von John Trumbull als Auftragsarbeit. 1795 kam er mit seiner zweiten Frau, einer Engländerin, nach Kopenhagen zurück und wurde 1818 Professor an der Kopenhagener Akademie. Diese Stellung behielt er bis zu seinem Tod.